# Fountainbridge
Fountainbridge est un ancien quartier industriel d'Édimbourg, en Écosse, situé à l'ouest de Old Town. 
Il s'articule autour de la rue du même nom, qui débute à West Port et se poursuit (sous le nom de Dundee Street) vers Gorgie et Dalry. Le quartier est délimité au sud par le dernier tronçon du canal de l'Union et au nord par la West Approach Road, construite sur le tracé du Caledonian Railway (en).

## Histoire
Le quartier de Fountainbridge commence à se développer au début du XVIIIe siècle, lorsque Alexander Brand acquiert le domaine voisin de Dalry et se dispute des terrains constructibles au nord de la route de Lanark. Son nom vient d'un pont qui permettait à la route de franchir le Dalry ou Lochrin Burn. Initialement appelé Foul Briggs ou Foul Bridge, il fut rebaptisé « Fountainbridge » par Brand, d'après un puits voisin. Le calme et la campagne de Fountainbridge en firent un lieu attrayant pour les citoyens aisés souhaitant échapper à l'exiguïté et à l'insalubrité de Old Town. La ville est bientôt parsemée de demeures prétentieuses et spacieuses. 

### Industrialisation
Le caractère du quartier évolue au XIXe siècle, lorsqu'il passe d'un « quartier résidentiel isolé pour les classes moyennes » à la principale zone industrielle de la ville. En 1822, il devient le terminus oriental du canal de l'Union, qui relie Édimbourg à Falkirk. Le canal se terminait initialement aux bassins jumeaux de Port Hopetoun et de Port Hamilton, nommés d'après les principaux bailleurs de fonds de la compagnie du canal. Ceux-ci sont cependant comblés en 1922, et la voie navigable s'arrête désormais au bassin de Lochrin. Le pont levant de Leamington, installé en 1906, se dresse à l'entrée du bassin. 
En 1856, l'ancienne usine Castle Silk Mills de Fountainbridge devient le siège de la North British Rubber Company, fabricant de Bottes en caoutchouc et d'autres articles en caoutchouc. L'entreprise devient l'un des plus gros employeurs de la région au cours du siècle suivant. Pendant la Seconde Guerre mondiale, les usines de caoutchouc emploient 9 000 travailleurs et fonctionnent 24 heures sur 24. L'entreprise est rachetée par Uniroyal en 1966, et les nouveaux propriétaires commencent à délocaliser leurs activités à Newbridge, en périphérie de la ville. La dernière usine du site de Castle Mills, une usine de tuyaux, ferme ses portes en 1973. 
Un autre employeur important de Fountainbridge était McEwan's, qui y ouvrit sa brasserie Fountain en 1856. En 1889, le site s'étendait sur 4,9 hectares et la valeur de l'entreprise était estimée à 1 million de livres sterling. McEwan's fusionne avec Younger's (en) pour former Scottish Brewers en 1931, qui devient à son tour la société Scottish & Newcastle en 1960. En 1973, l'entreprise investit 13 millions de livres sterling dans une brasserie ultramoderne dans l'ancien Castle Mills. La nouvelle brasserie continue de fonctionner jusqu'en 2004. 
Au milieu du XXe siècle, une grande partie du parc immobilier de Fountainbridge et d'autres quartiers populaires de la ville sont dégradée en bidonvilles. Le dirigeant travailliste Harold Wilson visite le quartier en 1964 et exprime son indigence face aux mauvaises conditions de vie des habitants. Le Conseil local réagit au problème en lançant une série de programmes de résorption des bidonvilles. Entre 1950 et 1973, quelque 16 556 maisons sont fermées ou démolies et quelque 35 237 personnes sont expulsées dans toute la ville. 

### Réaménagement
Le réaménagement de Fountainbridge commence en 1998 avec la construction du centre de loisirs Fountain Park sur l'ancien terrain d'une brasserie, au nord de Dundee Street. Ce complexe polyvalent comprend un parcours de golf aventure, une arène de laser game, une salle de jeux, un cinéma multiplexe et un bowling, ainsi que de nombreux points de restauration.
Le site de la brasserie Fountain cesse ses activités en 2004 et est racheté par le Conseil en 2012. Le nouveau lycée Boroughmuir y ouvre ses portes en 2018,. Un vestige du complexe Castle Mills, que la brasserie avait utilisé comme bureau, est loué aux Edinburgh Printmakers (en) pour un loyer symbolique. Le bâtiment subit une rénovation complète et ouvre ses portes en 2019 en tant que « complexe artistique polyvalent centré sur la production de gravures »,. Le reste du site est destiné aux logements, aux bureaux et aux commerces.
Le quai d'Édimbourg sur le canal de l'Union est désormais le lieu du festival annuel du canal d'Édimbourg,.Scottish Canals (en) propose des postes d'amarrage à long terme sur le canal dans le cadre de son programme « Living on Water ».

## Personnalités
- George Joseph Bell (1770-1843), théoricien du droit, y est né.
- Sean Connery (1930-2020), y est né et y a grandi[23],[24]. Son ancienne société de production était connue sous le nom de Fountainbridge Films[25],[26].

## Galerie

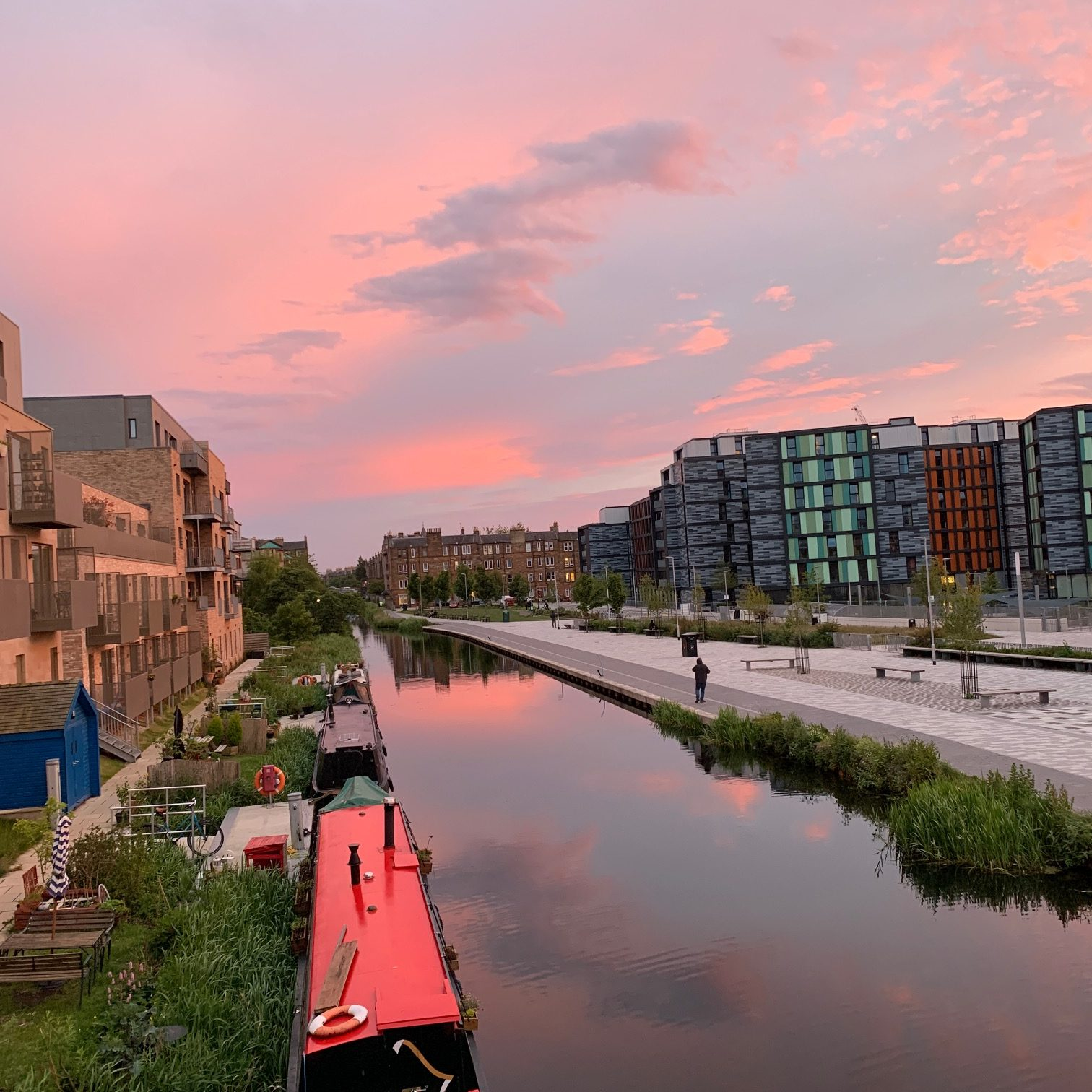
Nouveaux logements étudiants et espaces publics au bord du canal.
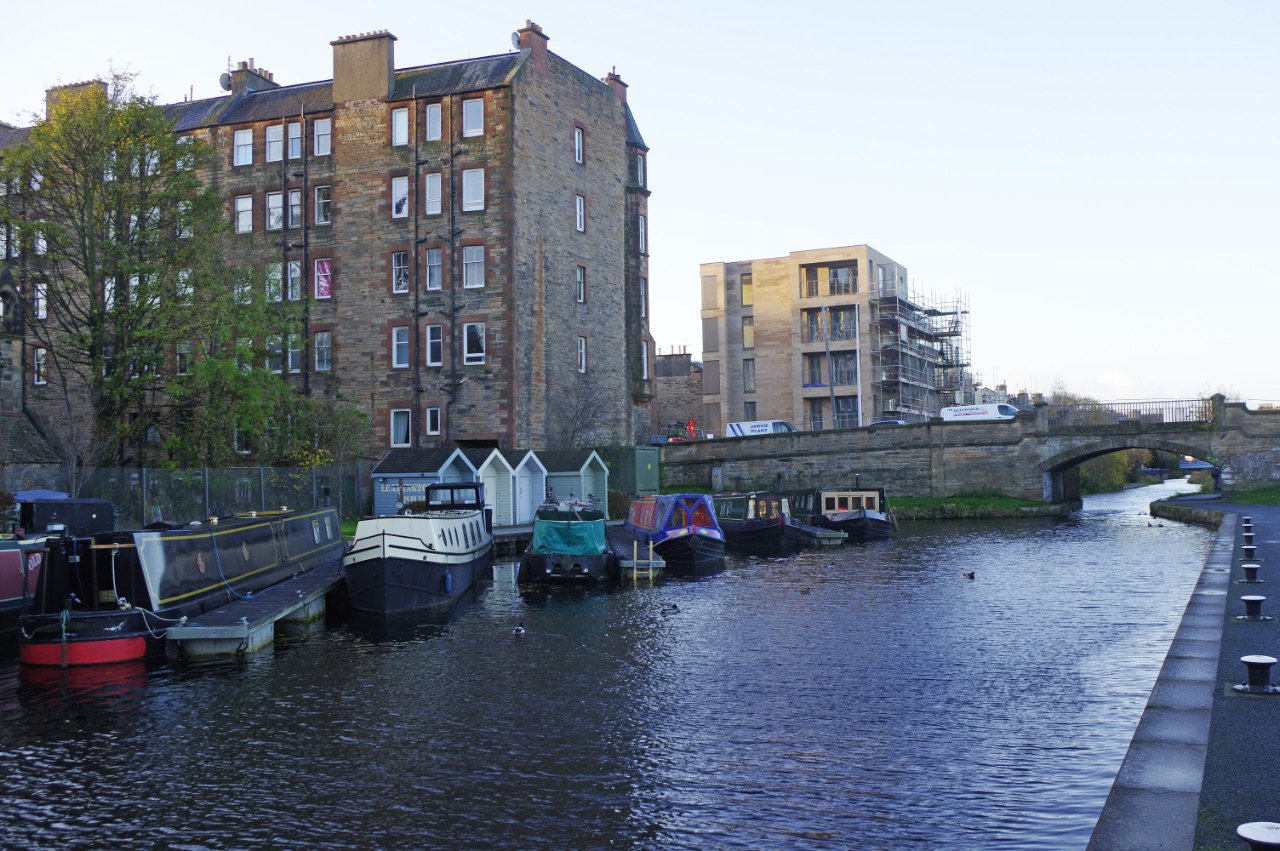
Péniches sur le canal.
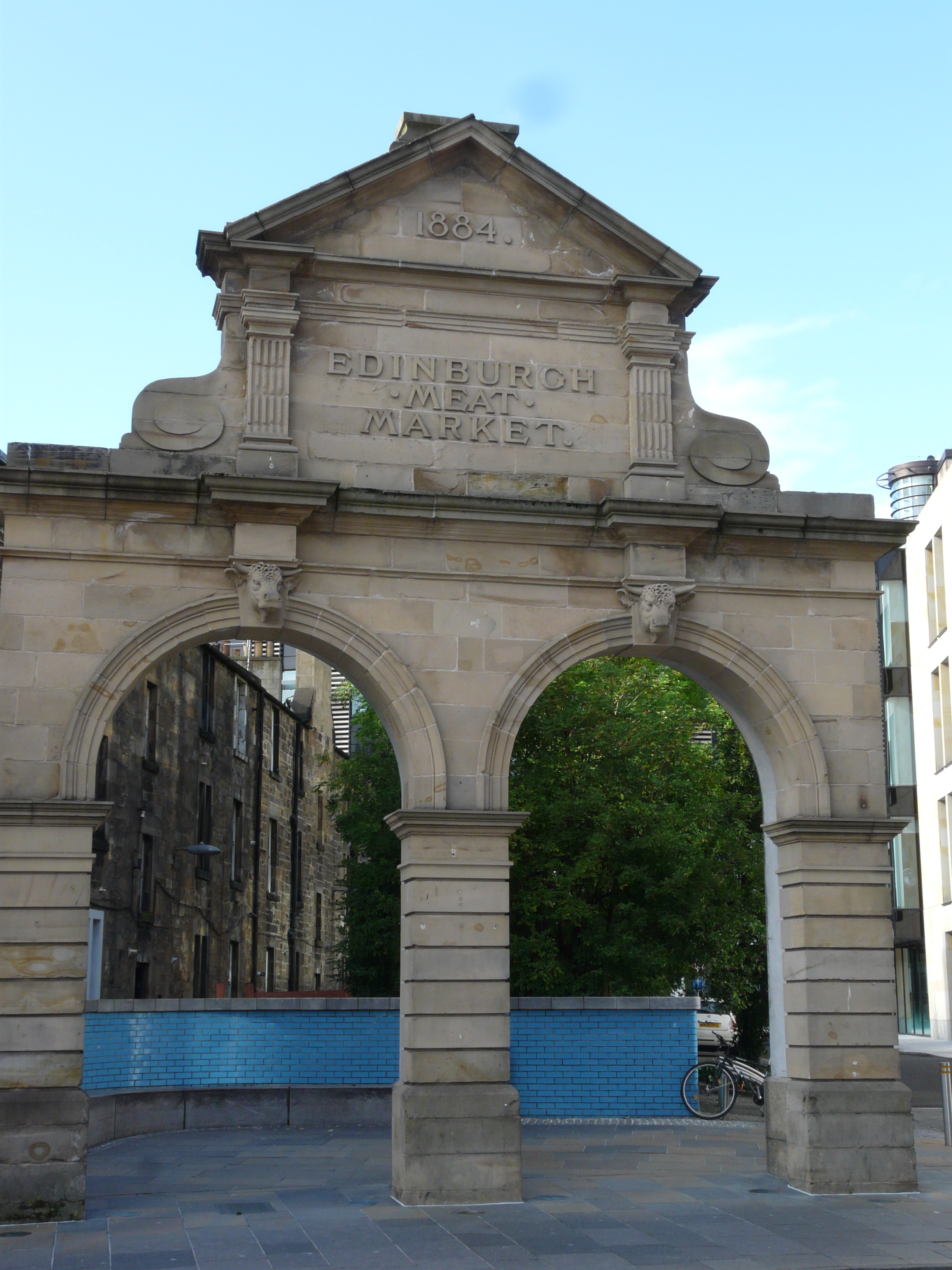
Ancienne entrée du marché de la viande d'Édimbourg.
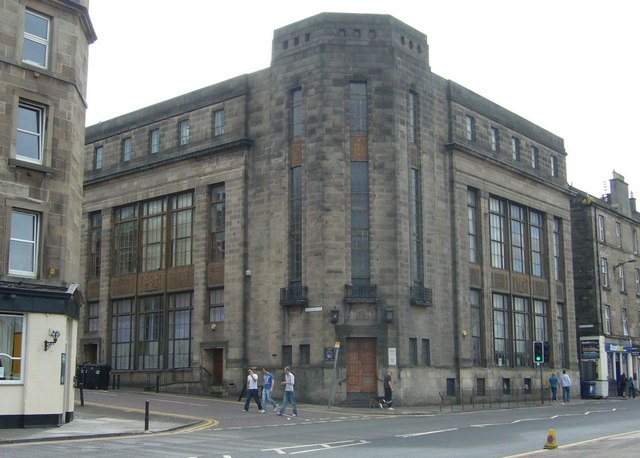
La bibliothèque Art déco de Fountainbridge.
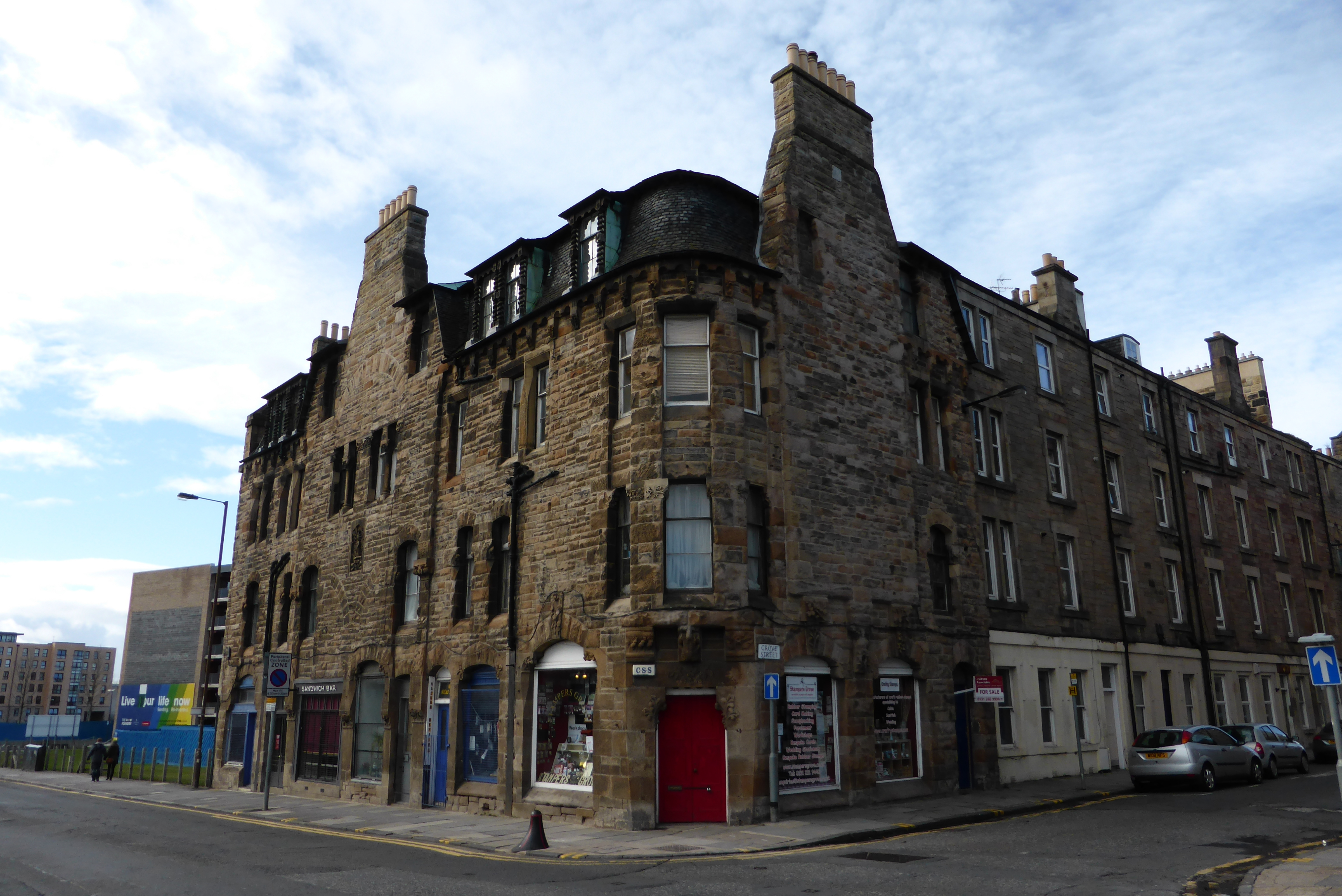
Angle de Fountainbridge et Grove Street.
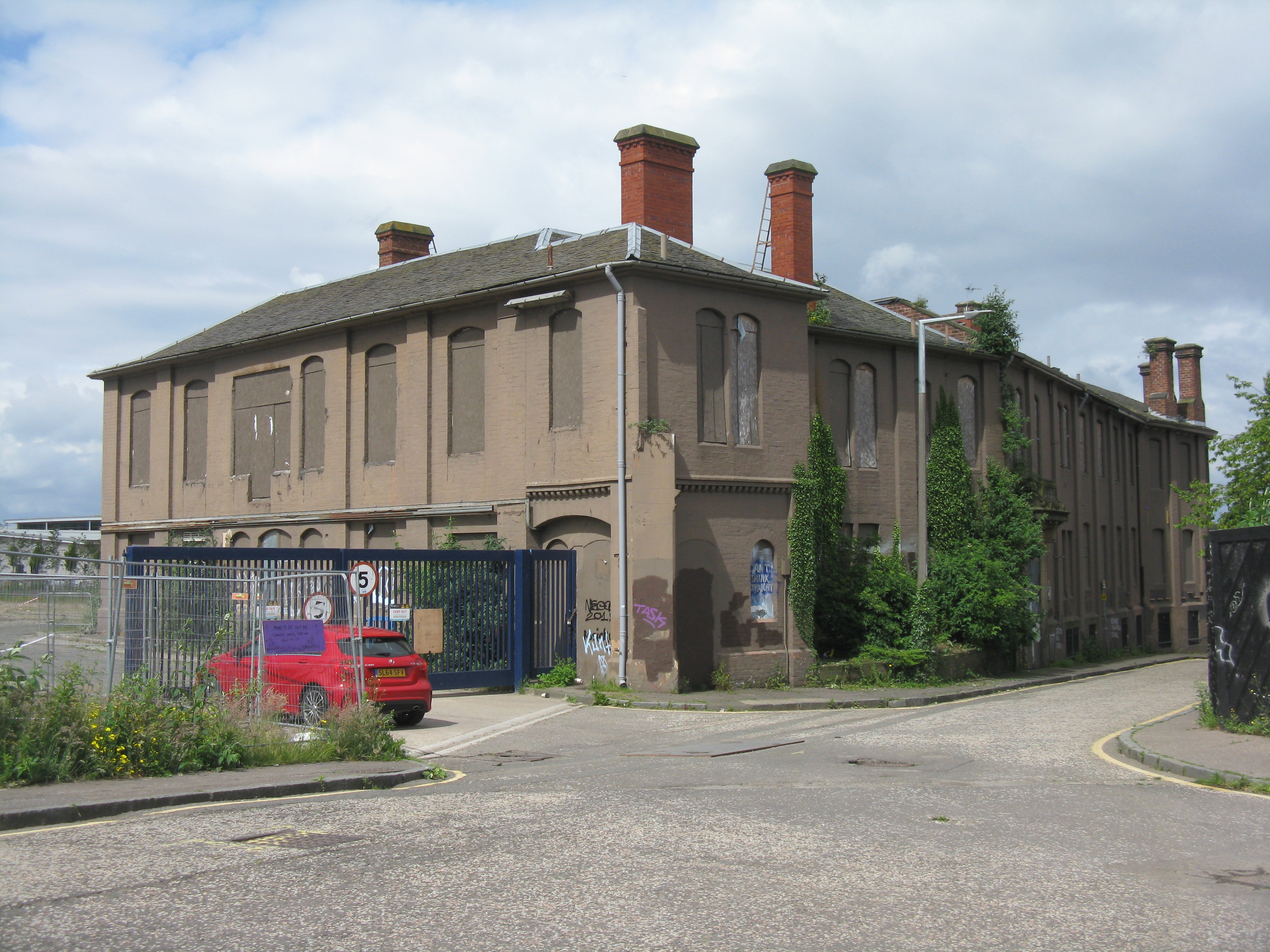
Castle Mills dans son ancien état d'abandon.